# La Austríada
La Austríada de Juan Rufo fue dirigida a la Sacra, Cesárea Real Majestad de la Emperatriz de Romanos, reina de Bohemia y Hungría, etc. La dedicatoria está firmada en Madrid, a 20 de marzo de 1582. En la introducción de dicho poema aparecen sonetos de Pedro Gutiérrez Rufo (hermano del autor), Miguel de Baeza Montoya, Luis de Vargas, Diego de Rojas Manrique, Francisco Cabero, Luis de Góngora y Miguel de Cervantes, así como unas estancias de Lupercio Leonardo de Argensola.
Este poema épico consta de 24 cantos. Da comienzo con la Sublevación de las Alpujarras y culmina con la Batalla de Lepanto. No debe confundirse con la obra del mismo título de Juan Latino.
En la Biblioteca Nacional de España se hallan dos ejemplares de esta obra, impresa en Madrid en casa de la Viuda de Alonso Gómez en 1584. También se puede consultar en Biblioteca de Autores Españoles, desde la formación del lenguaje hasta nuestros días. Poemas épicos, Cayetano Rosell (editor y prologuista), Madrid, M. Rivadeneyra, 1854.
Y aquí vienen tres, todos juntos: La Araucana, de don Alonso de Ercilla; La Austríada, de Juan Rufo, jurado de Córdoba, y El Monserrato, de Cristóbal de Virués, poeta valenciano.
-Todos esos tres libros -dijo el cura- son los mejores que, en verso heroico, en lengua castellana están escritos, y pueden competir con los más famosos de Italia: guárdense como las más ricas prendas de poesía que tiene España.
Miguel de Cervantes Primera parte de El ingenioso hidalgo don Quijote de la Mancha (1605), Capítulo VI.